# Врхпоље (Хрпеље-Козина)
Врхпоље (словен. Vrhpolje, итал. Verpogliano) је насељено место у општини Хрпеље-Козина, Обално-крашка регија, Словенија.

## Историја
До територијалне реорганизације у Словенији било је у саставу старе општине Сежана.

## Становништво
У попису становништва из 2011. године, Врхпоље је имало 68 становника.
| Број становника према пописима | Број становника према пописима | Број становника према пописима |
| ------------------------------ | ------------------------------ | ------------------------------ |
| 1991                           | 2002                           | 2011                           |
| 81                             | 79                             | 68                             |